# Xaveco (personagem)
Xaveco (anteriormente, Chaveco) é um personagem da Turma da Mônica, criado por Mauricio de Sousa. Sua característica principal é justamente ser secundário, ou seja, servindo de escada para outros personagens. Mesmo assim, Xaveco é considerado o quinto personagem mais importante depois de Mônica, Magali, Cebolinha e Cascão.
Além disso, Xaveco é constantemente alvo de piada dos outros personagens. Ele é o único personagem da Turma da Mônica a ter os pais divorciados. Sua irmã mais velha se chama Xabéu, ela é uma garota de 16 anos e é a babá do Bairro do Limoeiro. Numa tira ele havia mencionado um irmão, que nunca apareceu. Tem uma avó chamada Xepa, que, apesar de muitas vezes estar de mau humor, é bem divertida. Xaveco também possui um cachorro maluco e psicopata chamado Ximbuca. A família de Xaveco é considerada a mais completa de toda a Turma da Mônica.
Originalmente, o seu nome era grafado Chaveco devido ao seu cabelo, que lembra o formato de uma chave.
Com os pais divorciados, Xaveco passa alguns fins-de-semana com o pai, em várias historinhas engraçadas em clima de "pai e filho". Xaveco sempre tenta ver o lado positivo de tudo pois ainda assim seus pais se dão muito bem, e até participaram de um programa de auditório na televisão, o "Barraco entre Famílias", e venceram da família do Cebolinha.
Ele foi criado em 16 de julho de 1963, no mesmo ano que a Mônica.
Outra versão sua surge na revista Turma da Mônica Jovem número 74, roteirizada por Emerson Abreu: Xavecão (personagem mais velho que os protagonistas, forte e atraente, em quase nada se parecendo com o personagem infantil original, exceto pelos cabelos louros) apresenta-se dizendo ser "primo do Xaveco", mas na verdade trata-se dele próprio, jovem adulto, vindo do futuro. Nesse arco chamado Umbra, Xavecão revela seus sentimentos por Denise e revela que os dois vão ter um relacionamento amoroso no futuro.